# Albrunna
Albrunna är en småort i Södra Möckleby socken i Mörbylånga kommun i Kalmar län, belägen på sydvästra Öland drygt två mil söder om centralorten Mörbylånga. 2015 hade folkmängden i området minskat, och småorten upplöstes.

## Historia
Namnet skrevs 1339 Eluæbronh och 1539 Allebrænne. Efterledet -brunna torde avse brunn, men förleden al- är osäker. Att det skulle syfta på träslaget al synes mindre rimligt med tanke på platsens beskaffenhet. Man har tänkt sig att al- här, liksom äle- i Äleklinta i Köpings socken norr om Köpingsvik, istället kan beteckna den skiffer som användes för tillverkning av brynstenar, ælfi eller ælfr, besläktat med jordarten alv.

### Befolkningsutveckling
| Befolkningsutvecklingen i Albrunna 1990–2010 | Befolkningsutvecklingen i Albrunna 1990–2010 | Befolkningsutvecklingen i Albrunna 1990–2010 | Befolkningsutvecklingen i Albrunna 1990–2010 | Befolkningsutvecklingen i Albrunna 1990–2010 |
| -------------------------------------------- | -------------------------------------------- | -------------------------------------------- | -------------------------------------------- | -------------------------------------------- |
|                                              |                                              |                                              |                                              |                                              |
| År                                           |                                              |                                              | Folkmängd                                    | Areal (ha)                                   |
| 1990                                         | 1990                                         |                                              | 66                                           | 13#                                          |
| 1995                                         | 1995                                         |                                              | 58                                           | 15#                                          |
| 2000                                         | 2000                                         |                                              | 60                                           | 15#                                          |
| 2005                                         | 2005                                         |                                              | 55                                           | 15#                                          |
| 2010                                         | 2010                                         |                                              | 51                                           | 16#                                          |
| Anm.: Ej småort 2015 # Som småort.           |                                              |                                              |                                              |                                              |